# ویلیام بیس
ویلیام بیس (انگلیسی: William Bass) (۱۸۱۷–۱۸۷۷) کارآفرین، بازرگان و مدیر ارشد اجرایی بریتانیایی بود، که در سال ۱۸۷۷ گروه هتل‌های اینترکنتیننتال را تأسیس کرد.